# Кейринкс, Александр
Александр Кейринкс (нидерл. Alexander Keirincx, род. 23 января 1600, Антверпен — 7 октября 1652, Амстердам) — фламандский живописец Золотого века Нидерландов.

## Жизнь и творчество
Александр Кейринкс становится мастером в антверпенской гильдии Гильдия Святого Луки в 1619 году. Учился живописи в мастерской Абрахама Говартса, по примеру которого создавал малоформатные т. н. «кабинетные» лесные пейзажи в стиле Яна Брейгеля Старшего и Гиллиса ван Конингсло. В ранний период своего творчества Кейринс писал картины на историческую, библейскую и мифологическую тематики — как правило с использованием трёхцветного пространственного построения планов, традиционного для нидерландской пейзажной живописи. Переехав в 1628 году в Голландию, художник жил и работал в Утрехте, а затем и до конца своей жизни — в Амстердаме. Выезжал также в Англию, где занимался декорированием дворца короля Карла I. Фигуры людей и животных на полотнах Кейринкса часто выполнялись в сотрудничестве с художником Корнелисом ван Поленбургом.

## Работа
Кейринкс был пейзажистом, известен своими лесистыми пейзажами с изображениями английских замков и загородных домов.